# زودان
زودان هي قرية في مقاطعة مباركة، إيران. عدد سكان هذه القرية هو 1,063 في سنة 2006.